# Hyposidra incomptaria
Hyposidra incomptaria är en fjärilsart som beskrevs av Walker 1866. Hyposidra incomptaria ingår i släktet Hyposidra och familjen mätare. Inga underarter finns listade i Catalogue of Life.